# 1990년 통합예산총괄조정법
1990년 통합예산총괄조정법(영어: Omnibus Budget Reconciliation Act of 1990, OBRA-90; Pub.L. 101–508, 104 Stat. 1388, 1990년 11월 5일 제정)은 미국의 연방 예산 적자를 줄이기 위해 예산 조정 과정에 따라 제정된 의회법이다. 이 법에는 재량 지출 및 세금에 대한 "페이고(pay-as-you-go)" 또는 "페이고" 절차를 확립한 1990년 예산 집행법이 포함되었다.
이 법은 조지 H. W. 부시 대통령이 세금 인상 금지에 대한 1988년 선거 공약에 반하여 1990년 11월 5일에 서명되어 발효되었다. 이는 1992년 대통령 선거의 쟁점이 되었다.

## 조항
이 법은 개인 소득세율을 인상했다. 최고 법정세율은 28%에서 31%로 인상되었고, 개인 대체 최저세율은 21%에서 24%로 인상되었다. 자본 이득 세율은 28%로 제한되었다. 고소득 항목별 공제액의 가치는 제한되었다. 즉, AGI가 10만 달러를 초과하는 금액에 3%를 곱한 만큼 감액되었다. 15만 달러에서 27만 5천 달러 사이의 과세 소득 범위에 적용되는 개인 면제 단계적 폐지를 일시적으로 만들었다.
항목별 공제는 1995년까지 일시적으로 제한되었다. 급여세율이 인상되었다. 병원 보험(메디케어)에 대한 과세 임금 상한선은 53,400달러에서 125,000달러로 인상되었다. 다른 연금 적용을 받지 않는 주 및 지방 공무원에 대한 사회 보장세가 확대되었다. 0.2%의 추가 실업 보험 부가세가 부과되었다.
이 법은 자동차의 경우 3만 달러, 보트의 경우 10만 달러, 비행기의 경우 25만 달러, 모피의 경우 1만 달러를 초과하는 가격에 대해 30%의 소비세를 부과했다. 또한 휘발유세를 갤런당 5센트 인상하고, 담배 및 주류세를 인상했다. 즉, 담배 한 갑당 8센트, 주류 증류주 갤런당 1.00달러, 맥주 6캔당 16센트, 테이블 와인 한 병당 18센트가 인상되었다. 공항 및 항공 신탁 기금 세금을 25% 인상하여 연장했으며, 전화 서비스에 대한 3% 연방 전화 소비세를 영구적으로 연장했다.
이 법은 주정부에 약물 활용 검토("DUR") 위원회를 설립하여 메디케이드 프로그램, 부상 근로자 프로그램, 주 공무원 혜택과 같이 주정부에서 구매하는 의료 서비스에 대한 주정부별 약물 구매 및 처방집 결정을 관리할 수 있는 권한을 부여했다. 그 결과, 이 위원회들(지금은 때때로 "약학 및 치료" 위원회라고 불림)은 목록에 있는 어떤 약도 다른 약보다 더 효과적이거나 덜 안전하다고 느껴지지 않는 약물 분류 및 해당 분류 내 약물 목록을 정의한다. 이 결정은 재정적 이해 상충이 없다고 간주되는 독립적인 의사와 약사들로 구성된 단체에 의해 이루어진다. 이 법은 계급별 약물 비교를 생성하기 위해 증거 편집 및 공개 의견과 함께 결정이 이루어져야 한다고 규정한다. 약물이 목록에 오르면 "선호 약물"로도 선택될 수 있다. 선호 약물은 일반적으로 저렴한 제네릭 약물이다. 이 법은 약사가 선호 약물(해당 주에 존재하는 경우)로 대체할 수 있으며, 대체에 대해 환자에게 상담을 제공해야 한다고 명시했다. 이 법은 또한 선호 약물로 등재된 약물이 제조업체에서 주정부 기관으로 "밀폐된 비투명 리베이트"를 받을 수 있도록 허용한다. 이는 연방법에 따라 공중이 평균 도매 가격(AWP) 미만의 리베이트 금액을 알 권리가 없는 법적으로 승인된 리베이트이다. "충분한 증거가 존재하지 않는" 경우(증거 보고서에 따르면) 약물이 덜 안전하다고 판단되면 약물은 "대체 가능"으로 선언되고, PDL에 등재되고 추가 리베이트 프로그램에 참여할 수 있다.